# Richard Harwood
Richard Harwood (Pseudonym von Richard Verall, * 1948 in England) ist Herausgeber der Zeitschrift Spearhead, eines Organs der rechtsextremen, neofaschistischen British National Front in England. Bekannt wurde Harwood durch die Veröffentlichung einer Schrift mit dem Titel Did Six Million Really Die? The Truth at Last, einem Pamphlet, in dem die Existenz von Gaskammern in den Konzentrations- und Vernichtungslagern bestritten wurde (siehe auch: Holocaustleugnung).
Anlässlich ihres Erscheinens in Deutschland im Jahr 1974 unter dem Titel Starben wirklich 6 Millionen in der Reihe Historische Tatsachen (Verlag für Volkstum und Zeitgeschichtsforschung von Udo Walendy) wurde die Broschüre an sämtliche Parlamentsmitglieder, an viele Journalisten und Akademiker, Vertreter der jüdischen Gemeinden in England sowie an zahlreiche Personen des öffentlichen Lebens verschickt. Bei der Schrift handelt es sich nicht um eine Eigenleistung von Harwood. Sie ist in weiten Teilen eine Abschrift des Buches The Myth of the Six Million von dem US-amerikanischen Historiker David Hoggan.